# Peperomia apiahyensis
Peperomia apiahyensis är en pepparväxtart som beskrevs av Truman George Yuncker. Peperomia apiahyensis ingår i släktet peperomior, och familjen pepparväxter. Inga underarter finns listade i Catalogue of Life.